# Pieve di San Quirico (Pescia)
La pieve di San Quirico si trova a San Quirico, una frazione di Pescia, in provincia di Pistoia e fa parte dell'arcidiocesi di Lucca.

## Storia e descrizione
L'edificio, di cui si hanno notizie fin dall'880, appare oggi alterato sia da un rifacimento del XVI secolo, sia dalla presenza di edifici posteriori costruiti a ridosso: la sacrestia da un lato e l'oratorio di San Sebastiano dall'altro.
Presenta una facciata a capanna in conci di pietra squadrata e conserva all'interno numerose opere d'arte: un fonte battesimale esagonale ad immersione, e un fonte battesimale a forma di sarcofago, che secondo la tradizione conteneva il corpo di san Quirico che subì giovanissimo il martirio. Tra le opere pittoriche, la Trinità e santi, tela attribuita a Pietro Ulivi (metà XIX secolo), e Gloria di santi e I quattro evangelisti, affreschi eseguiti da Bartolomeo Valiani (cupola e peducci, 1832).